# Calenture
Az 1987-es Calenture a The Triffids negyedik nagylemeze. Az ausztrál albumlistán a 32., a svéd albumlistán a 24. helyig jutott. Szerepel az 1001 lemez, amit hallanod kell, mielőtt meghalsz című könyvben.
A munkálatokat Craig Leonnal kezdték meg, de nyilvánvalóvá vált számukra, hogy ő (és az Island Records) elsősorban David McCombban érdekeltek, nem a zenekar többi tagjában. Ezután Lenny Kaye producer következett, aki azonban úgy érezte, hogy az együttesnek nincs szüksége a segítségre. Végül Gil Nortont bízták meg azzal, hogy készítse el az albumot.

## Az album dalai
|     | Cím                    | Szerző(k)              | Hossz |
| --- | ---------------------- | ---------------------- | ----- |
| 1.  | Bury Me Deep in Love   | David McComb           | 4:04  |
| 2.  | Kelly's Blues          | McComb                 | 4:34  |
| 3.  | Trick of the Light     | McComb, Graham Lee     | 3:50  |
| 4.  | Hometown Farewell Kiss | McComb                 | 4:33  |
| 5.  | Unmade Love            | McComb                 | 4:01  |
| 6.  | Open for You           | Jill Birt              | 3:05  |
| 7.  | Holy Water             | McComb                 | 3:17  |
| 8.  | Blinder By The Hour    | McComb                 | 4:24  |
| 9.  | Vagabond Holes         | McComb                 | 3:57  |
| 10. | Jerdacuttup Man        | McComb, James Paterson | 4:59  |
| 11. | Calenture              | McComb                 | 1:10  |
| 12. | Save What You Can      | McComb, Paterson       | 4:30  |

## Közreműködők
- David McComb – ének
- Robert McComb – gitár, hegedű
- Adam Peters – gitár, producer
- Jill Birt – billentyűk
- Alsy MycDonald – dob

## Fordítás
Ez a szócikk részben vagy egészben a Calenture (album) című angol Wikipédia-szócikk ezen változatának fordításán alapul.  Az eredeti cikk szerkesztőit annak laptörténete sorolja fel. Ez a jelzés csupán a megfogalmazás eredetét és a szerzői jogokat jelzi, nem szolgál a cikkben szereplő információk forrásmegjelöléseként.